# Mappano
Mappano is een plaats (frazione) in de Italiaanse gemeente Caselle Torinese.

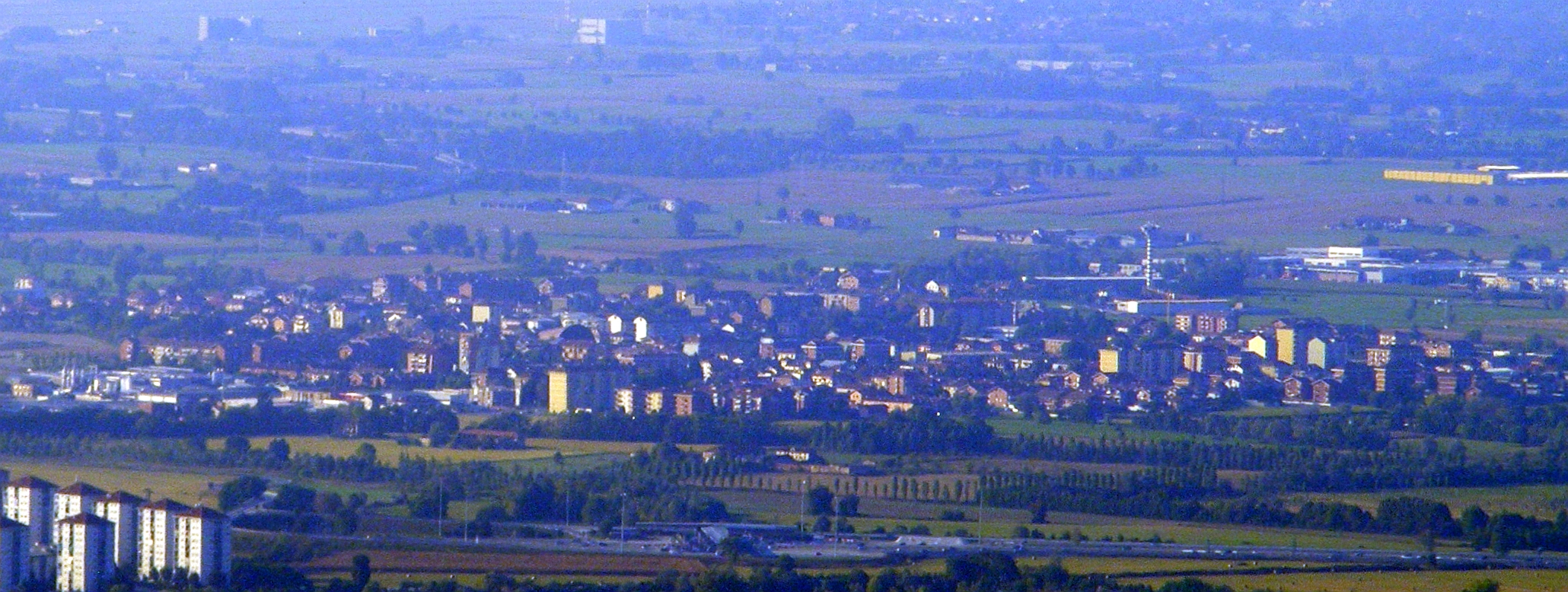
Mappano